# Пожежа на складі боєприпасів під Ічнею
Пожежа на складі боєприпасів під Ічнею — надзвичайна ситуація, що сталась 9 жовтня 2018 року на артилерійських військових складах 6-го арсеналу ЗСУ (в/ч А1479) в смт Дружба Ічнянського району Чернігівської області. 15 жовтня на технічній території 6-го арсеналу все ще лунали поодинокі вибухи.
Територія 6 арсеналу становить близько 682,6 га, з них технічна територія — 402 га. Перед пожежею на арсеналі зберігалося 69,5 тисяч тон боєприпасів, із яких використовувати повноцінно можна було 43 тисячі тон. 95 % боєприпасів були знищені у пожежі.
Зона дії надзвичайної ситуації — 16 км.

## Історичні аспекти
Заснований 1941 року. До Німецько-радянської війни був одним із восьми найбільших за кількістю зброї на території СРСР.
Арсенал був спроможний розташувати 127 тисяч тонн боєприпасів. Площа полігону 682,6 гектара, боєприпаси розташовані на 402 гектарах. Тут зберігали десятки тисяч тонн боєприпасів — від патронів до снарядів для реактивних систем залпового вогню.
У 2010 році військовий арсенал намагалися розформувати, а боєприпаси знищити. Утім, цього так і не зробили.
На початок 2014 року там зберігалося 125 тисяч тонн боєприпасів. Спробу розформування повторили у 2016 році, але замість розформування 20 тисяч снарядів відправили в зону бойових дій на Донбасі. 2017 року арсенал визнали небезпечним, у ньому не вистачало особового складу, а 70 % боєприпасів були застарілі. За 2014—2018 роки 56 тисяч тонн боєприпасів передислокували на інші бази й арсенали, де була можливість їх надійно зберігати.
На 2018 рік — 3-й за розміром та стратегічним значенням арсенал боєприпасів в Україні. На 58 зі 112 ділянок боєприпаси зберігалися відкрито. На момент початку пожежі на сховищах перебувало 69,5 тисяч тон боєприпасів. З них боєготових, здатних до застосування, було 43 тисячі тон. Решта 18 тон були елементи боєприпасів та складові. Ще 8 тонн — це боєприпаси, які не стоять на озброєнні ЗСУ, як-от потужні міни від «Тюльпана», яких у ЗСУ немає на озброєнні.
На базі зберігалися:
- 20 тисяч 152-мм гаубичних снарядів для САУ «Акація».
- 9 тисяч 152-мм гаубичних снарядів для САУ «Мста-С».
- 1300 203-мм гаубичних снарядів для САУ «Піон».
- 5500 122-мм гаубичних снарядів для САУ «Гвоздика».
- 567 тисяч 82-мм мінометних мін.
- 335 тисяч 120-мм мінометних мін (Ічня була одним з основних місць їхнього зберігання).
- 34 тисячі мінометних мін САУ «Нона».
- 3 тисячі реактивних снарядів 220-мм БМ-27 «Ураган».
- 22 тисячі танкових 125-мм снарядів.
- 117 тисяч 122-мм реактивних снарядів БМ-21 «Град».
- 76 тисяч 122-мм реактивних снарядів 9А51 «Прима»[ru] (на озброєнні ЗСУ цих РСЗВ немає).
- 175 тисяч 30-мм зенітних снарядів для ЗСУ «Тунгуска».
- 150 тисяч 23-мм снарядів для ЗСУ-23 «Шилка».
- 1 мільйон 176 тисяч 30-мм снарядів для БМП-2 (Ічня була одним з основних місць зберігання цих снарядів);
- 700 тисяч ручних гранат.
- 537 мільйонів автоматних патронів калібру 5,45 мм.
- 148 мільйонів автоматних патронів калібру 7,62 мм;
- деяка кількість мін до 240-мм самохідних мінометів «Тюльпан» (не стоять на озброєнні ЗСУ);
- інші види боєприпасів.

## Перебіг подій
9 жовтня 2018 о 4:00 ранку поблизу Ічні вибухнули склади з боєприпасами.
За даними оперативної групи Генерального штабу, за результатами опитування чатових встановлено, що пожежі передували чотири, майже одночасні, вибухи в різних місцях арсеналу.
З 4 год 22 хв закрито повітряний простір у радіусі 30 км. Рух залізничного та автомобільного транспорту призупинено. О 5 год 30 хв відключено електро- та газопостачання в населених пунктах, що попадають в зону можливого ураження.
За повідомленням Державної служби України з надзвичайних ситуацій України станом на 9 год 30 хв 9 жовтня, на території складу спостерігається пожежа та вибухи з різною інтенсивністю.
- Організовано евакуацію населення з зони можливого ураження. До евакуації залучено 35 автобусів. Евакуйовано близько 12 тис. осіб. Інформація щодо жертв та постраждалих не надходила.
- До місця надзвичайної ситуації направлено 21 піротехнічний розрахунок ДСНС України (39 одиниць техніки та 107 людей). У прилеглих областях приведено у готовність 23 пожежні розрахунки (23 одиниці техніки та 109 людей). Сформовано зведений загін (27 одиниць техніки та 115 людей). Приведено в готовність 7 пожежних потягів ПАТ «Укрзалізниця».
- Розгорнуто роботу штабу з ліквідації цієї надзвичайної ситуації. На місці події працює мобільна оперативна група ДСНС України.

Уранці 9 жовтня Прем'єр-міністр України Володимир Гройсман провів засідання оперативного штабу.
Станом на 16 годину 9 жовтня:
- На території військового складу спостерігаються вибухи різної інтенсивності.
- Власними транспортними засобами та 35 автобусами самостійно було евакуйовано понад 12 500 осіб з міста Ічня та 30 прилеглих населених пунктів, розташованих у 16-кілометровій зоні. Евакуаційні заходи тривають.
- З центральної районної лікарні Ічні евакуйовано 163 хворих до лікувальних закладів смт Парафіївка.
- Для прийому евакуйованих підготовлено 18 прийомних пунктів у приміщеннях шкіл, будинків культури та інших закладів Ічнянського (10 пунктів), Прилуцького (4 пункти), Бахмацького (2 пункти), Ніжинського (1 пункт) районів та міста Прилуки (1 пункт).
- В 11 евакуаційних пунктах розміщено 2277 осіб, із них 256 дітей. У пунктах прийому організовано харчування евакуйованого населення, надається медична та психологічна допомога.
- Відключено від газопостачання місто Ічня та 11 населених пунктів Ічнянського району.
- Тимчасово припинено рух потягів через станцію Ічня.
- У районі надзвичайної ситуації зосереджено сили і засоби загальною чисельністю 764 особи та 163 од. техніки, у тому числі від: ДСНС — 212 осіб та 62 од. техніки.
- На випадок ускладнення оперативної обстановки створено резерв ДСНС чисельністю 109 чол. та 23 од. пожежної техніки, приведено в готовність два пожежних літаки, медичні літак і вертоліт.
- Підрозділами ДСНС ліквідовано 5 пожеж за межами арсеналу, що виникли внаслідок влучання боєприпасів, у м. Ічня, у с. Августівка.
- У резерві перебувають 7 пожежних потягів на залізничних станціях Прилуки, Конотоп, Ніжин, Київ-пасажирський, Дарниця, Полтава та Кагамлицька.
- На місці події працює штаб з ліквідації наслідків надзвичайної ситуації.

Станом на 12:30 10 жовтня:
- На території військового складу продовжується гасіння пожежі і детонація боєприпасів.
- Загиблих та травмованих внаслідок надзвичайної ситуації не зафіксовано.
- До гасіння залучено 2 інженерні машини розгородження, 4 пожежних танки Збройних сил України та 2 літаки АН-32П ДСНС. Для заправки водою пожежних танків залучено 12 автоцистерн ДСНС.
- Авіацією ДСНС проведено повітряну розвідку технічної території арсеналу та здійснено 7 скидів води (56 т).
- Для проведення робіт на місці події зосереджено 21 піротехнічний розрахунок ДСНС загальною чисельністю 110 чол. особового складу та 40 од. техніки, які розпочали роботи по розмінуванню в м. Ічня, с. Августівка, смт Дружба, с. Гмирянка.
- Піротехнічними підрозділами забезпечено реагування на 51 випадок виявлення вибухонебезпечних предметів місцевим населенням.
- В 11 пунктах прийому евакуйованих громадян розміщено 1483 осіб (з них 243 дитини), організовано їх життєзабезпечення, надається медична та психологічна допомога, населення забезпечуються гарячим харчуванням.
- Загалом до проведення рятувальних та інших невідкладних робіт у районі надзвичайної ситуації залучено понад 1 тис. осіб та 213 од. техніки, у тому числі від ДСНС — 260 осіб, 75 од. техніки та два літаки АН-32П.
- На місці події працює штаб з ліквідації наслідків надзвичайної ситуації та мобільна оперативна група ДСНС.

Увечері 10 жовтня пожежу території військового складу ліквідували, але 11 жовтня продовжувалося тління і вибухи різної інтенсивності.
15 жовтня на технічній території 6-го арсеналу тривали поодинокі вибухи.
Станом на 7:30 16 жовтня:
- На технічній території пожежними літаками Ан-32П здійснено всього з початку робіт 148 скидів води (836 тонн).
- Від пожежних потягів на гасіння з початку робіт подано 360 тонн води.
- Організовано роботу пункту заправки водою пожежних танків Міноборони.
- Піротехнічні підрозділи ДСНС продовжують очищення 16-ти кілометрової зони прилеглої до арсеналу.
- Завершено перевірку та очищення від боєприпасів усіх 39 населених пунктів, розташованих навколо арсеналу.
- Загалом з початку робіт вилучено 2 тис. 35 вибухонебезпечних предметів, відпрацьовано 253 повідомлення населення про виявлення боєприпасів.
- У районі надзвичайної ситуації залучено сили і засоби загальною чисельністю 616 осіб та 135 од. техніки, у тому числі від ДСНС — 267 осіб та 81 од. техніки, два літаки АН-32П і вертоліт Мі-8.
- Координацію залучених сил і засобів, надання допомоги населенню здійснює штаб з ліквідації наслідків надзвичайної ситуації та оперативна група ДСНС України.

24 жовтня о 18 годині пожежу було ліквідовано, жертв та постраждалих немає.
Станом на 27 жовтня, очищено 44 із 80 ділянок розмінування, піротехніками ДСНС перевірено та очищено від боєприпасів усі 39 населених пунктів, розташованих навколо арсеналу. 18 грудня 2018 року було повідомлено, що роботи із розчищення та розмінування територій області завершені. Розмінуванням займався Зведений піротехнічний загін загальною чисельністю 150 чоловік та 50 одиниць техніки.

## Транспортні обмеження
Служба автомобільних доріг у Чернігівській області повідомила про заборону руху такими дорогами державного значення, у зв'язку із надзвичайною ситуацією:
- Заборонено рух автошляхом Р-68 Талалаївка — Ічня — Тростянець — Сокиринці — [Н-07] від Талалаївки в сторону Ічні і від Парафіївки в сторону Ічні.
- Закрито автошлях Т-25-27 Бобровиця — Новий Биків — Ічня від перехрестя з дорогою Р-67 Чернігів — Ніжин — Прилуки — Пирятин в сторону Хаєнки — Монастирища — Ічні.
- Закрито рух автошляхом Т-25-24 Борзна — Ічня — Прилуки зі сторони Плисок в сторону Ічні і зі сторони дороги Н-07 до Ічні.

Станом на 06:30 9 жовтня вільний проїзд дорогами М-02 Кіпті — Глухів — Бачівськ, Р-67 Чернігів — Ніжин — Прилуки — Пирятин, Н-07 Київ — Суми — Юнаківка в обох напрямках. Проходить засідання штабу надзвичайних ситуацій при облдержадміністрації.

## Розслідування
Через вибухи відкрито кримінальне провадження за ч. 3 ст. 425 Кримінального кодексу України.
Служба безпеки України розглядає три версії виникнення вибухів:
- Диверсія з проникненням на територію складів диверсійної групи.
- Порушення правил пожежної безпеки чи зберігання боєприпасів.
- Навмисний підпал чи підрив з метою приховування нестачі бойових припасів.

## Наслідки
Після пожежі й вибухів на 6-му арсеналі ЗСУ в Чернігівської області вціліли лише чотири захищені бетоновані укриття, втрати боєприпасів становлять близько 95 % — із 69,5 тисяч тонн боєприпасів, які там зберігалися.